# Tren Ligero de Pittsburgh
El Tren Ligero de Pittsburgh  o Pittsburgh Light Rail es un sistema de tren ligero que abastece al área metropolitana de Pittsburgh, Pensilvania. Inaugurado en 1984, actualmente el Tren Ligero de Pittsburgh cuenta con 2 líneas y 53 estaciones.

## Administración
El Tren Ligero de Pittsburgh es administrado por la Autoridad Portuaria del Condado de Allegheny.